# Lee Daniel Crocker

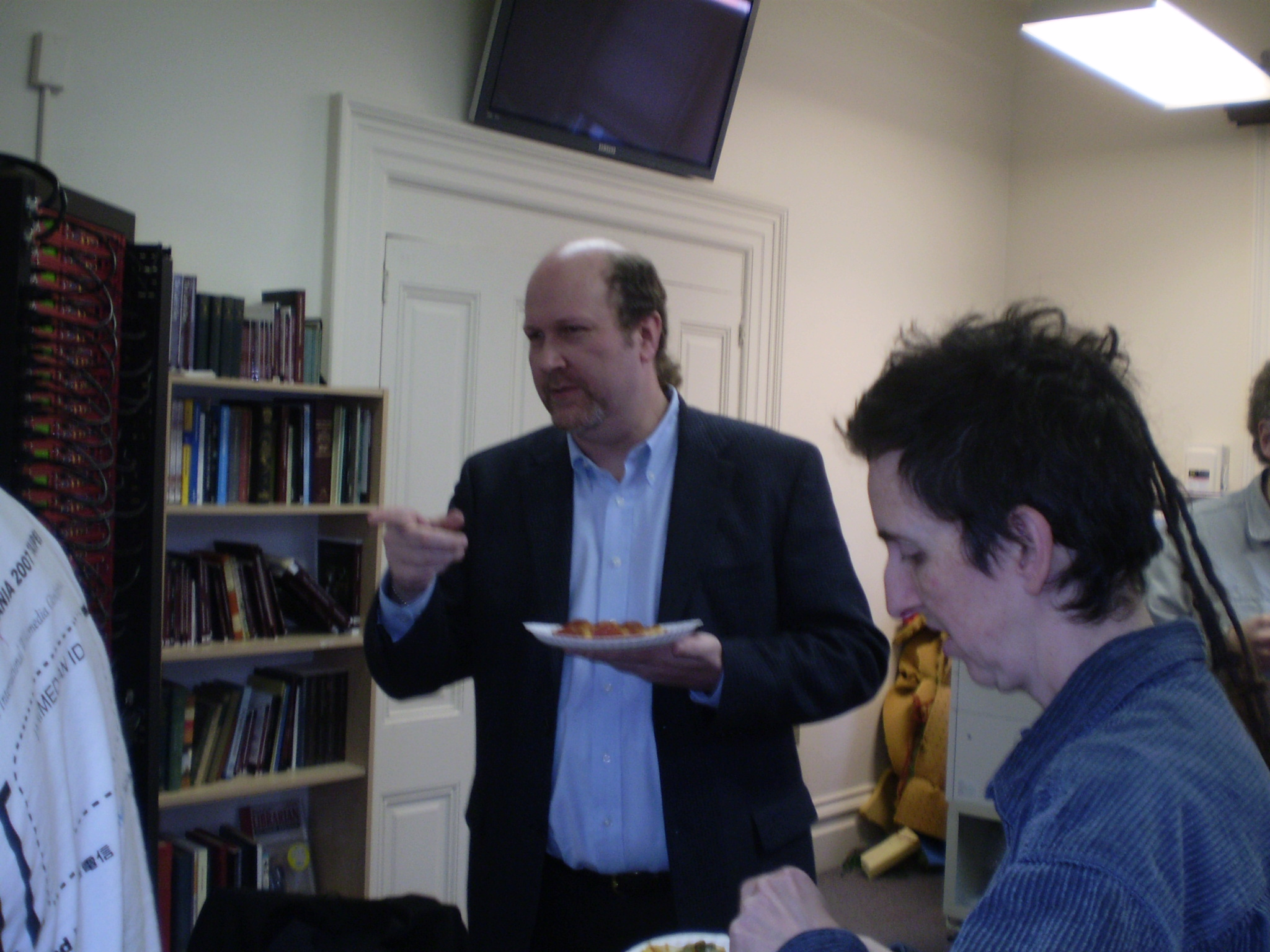
Lee Daniel Crocker a l'Internet Archive, 2008

Lee Daniel Crocker (Valdosta, Gèorgia (EUA), 3 de juliol del 1963) és un programador estatunidenc. És conegut per haver reescrit originalment el programari amb què funciona la Viquipèdia, per tal d'adreçar els problemes d'escalabilitat que tenia. Aquest programari, conegut inicialment amb el nom de «Phase III», va passar a producció el juliol del 2002. Amb el temps va esdevenir el que seria MediaWiki. De fet, el repositori de codi del MediaWiki tenia el nom de «phase3» fins a la migració de Subversion a Git el març 2012.
És també un dels coautors de l'especificació del PNG, i alhora va estar també implicat en la creació dels formats de fitxer d'imatge GIF i JPEG. És inventor d'un dels mètodes de compressió del format PNG.
El 1998 fou un dels 23 signataris originals de la «Transhumanist Declaration». El 1999 es coneix que era membre de la societat futurista extropiana.